# Лишк'ява

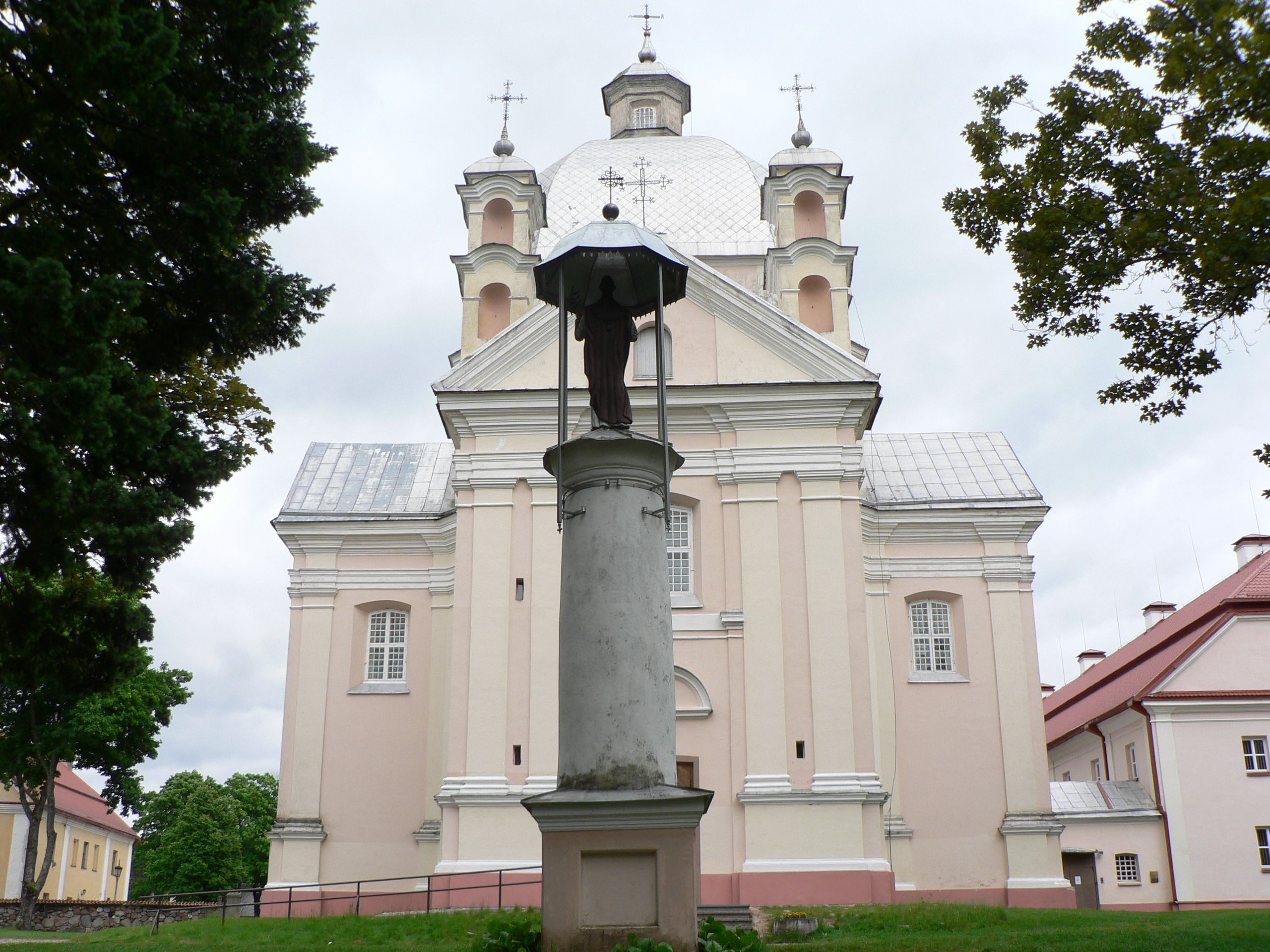
Костел Св. Трійці

Лишк'я́ва (лит. Liškiava) — старовинне містечко, нині село, на півдні Литви, у Варенськом районі на лівому березі Німану, за 9 км від Друскінінкай.

## Історія
У письмових джерелах вперше згадується 1044: вже в XI столітті на високому горбі була споруджена дерев'яна фортеця. До археологічних пам'яток відносять курган, на якому в IX—XI століттях була дерев'яна фортеця, і «відьмин камінь» з відбитком копита.
З кінця XIV століття за великого князя литовського Вітовта Великого будувалася кам'яна фортеця. Будівництво було припинене після Грюнвальдськой битви (1410); збереглися залишки башти.

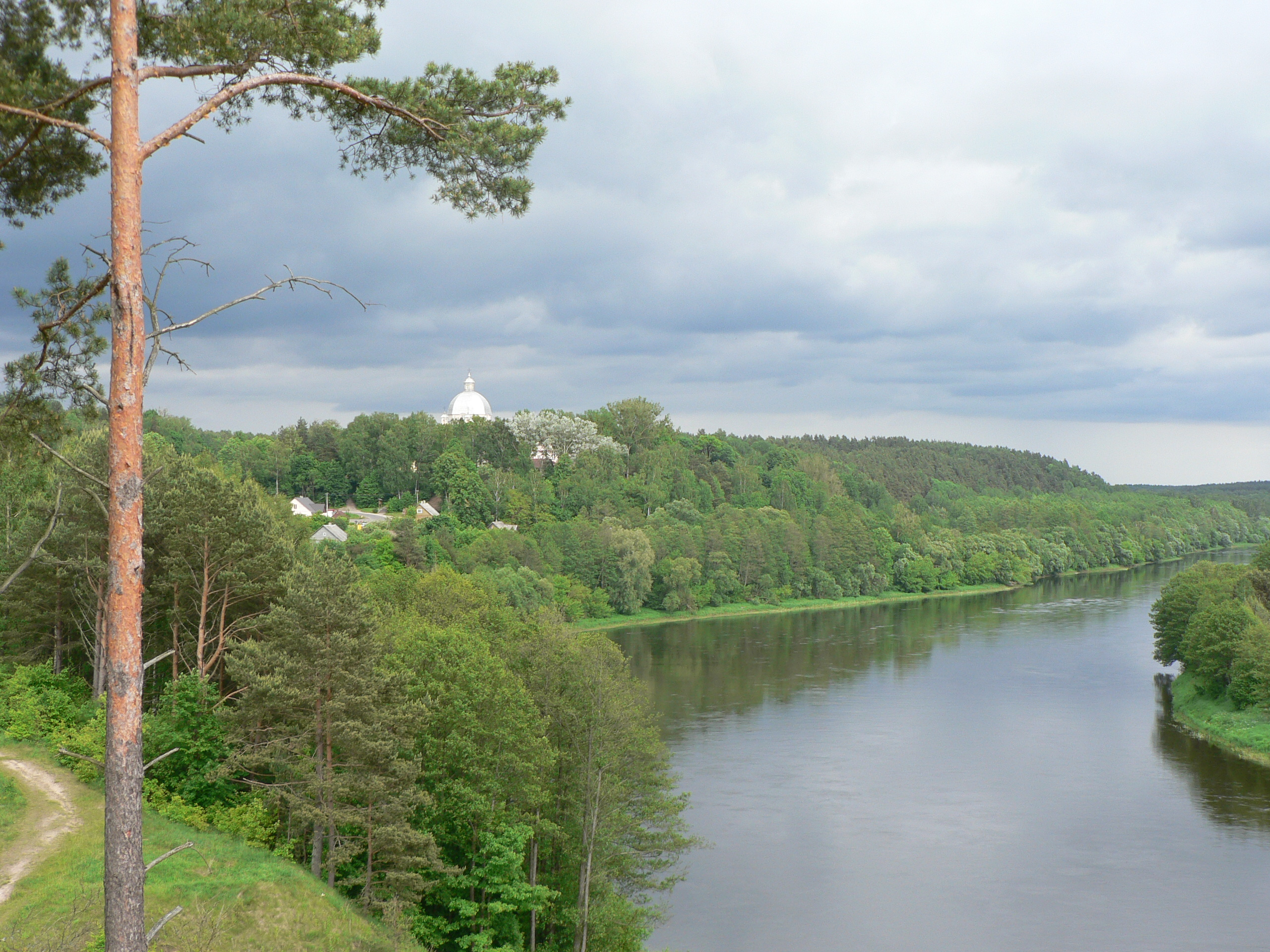
Вид на Німан

Перший храм у Лишк'яві з другої половини XVI століття до 1624 був реформатським. З кінця XVII століття в Лішк'яве утвердились католики-домініканці.
У період між Першою і Другою світовими війнами Лішк'ява входила до складу Литви.
Найважливіша пам'ятка — ансамбль костелу Святої Трійці і домініканського монастиря (друга половина XVIII століття) на високому березі Німану, з меморіальною колоною і скульптурою Святої Аґати. 

## Сучасність
2000 тут відбулася зустріч Президентів Литви та Польщі. 